# Chiesa di Santa Maria della Colombata

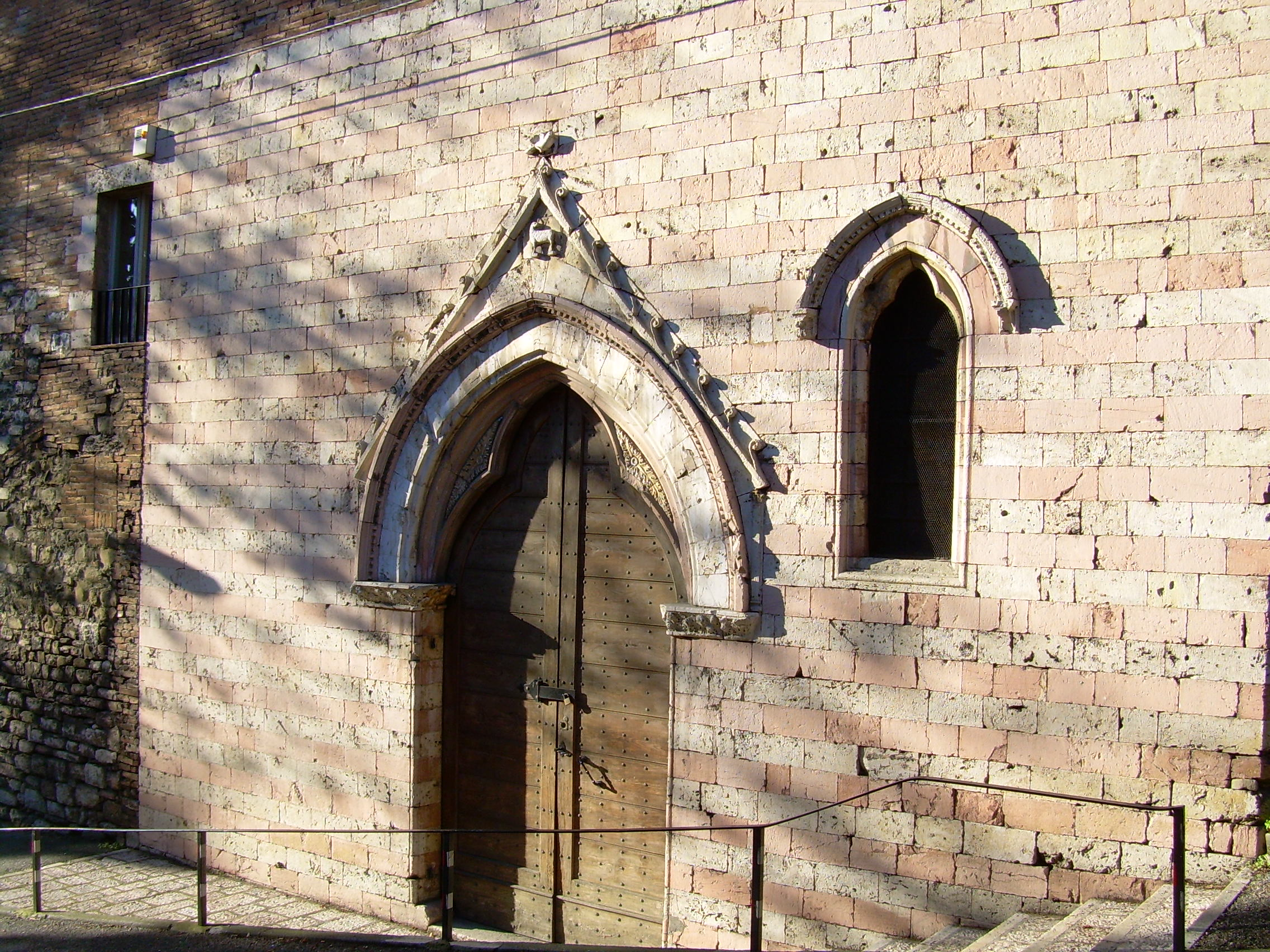
Facciata di S.Maria della Colombata Perugia

La chiesa di Santa Maria della Colombata è una chiesa trecentesca appartenuta al complesso benedettino della Piaggia Colombata, comprendente la chiesa e l'ex convento di carmelitane. Oggi proprietà di privati, la chiesa è tuttora saltuariamente officiata, si trova lungo la Piaggia Colombata a Perugia. 
All'esterno presenta una facciata in pietra bianca e rosa, il portale è in stile gotico, sopra è scolpito un agnello con stendardo, simbolo delle monache Benedettine e una colomba, simbolo delle monache Domenicane della Beata Colomba, che successero alle prime. La facciata fu parzialmente demolita a metà del ‘400, i materiali di recuperati furono utilizzati per la nuova fabbrica della Cattedrale.
All'interno in un vano adiacente vi è un piccolo oratorio dove sono conservati preziosi cicli di affreschi aventi il tema cristologico, risalenti alla metà del XIV sec. dipinti da un artista locale dai caratteri popolareschi, inoltre vi è uno dei pochissimi esempi rimasti di Trinità trifronte, come nelle chiese perugine di San Pietro e Sant'Agata. Degni di nota anche le aureole bianche a raggi, a rilievo come nella Basilica di San Francesco.

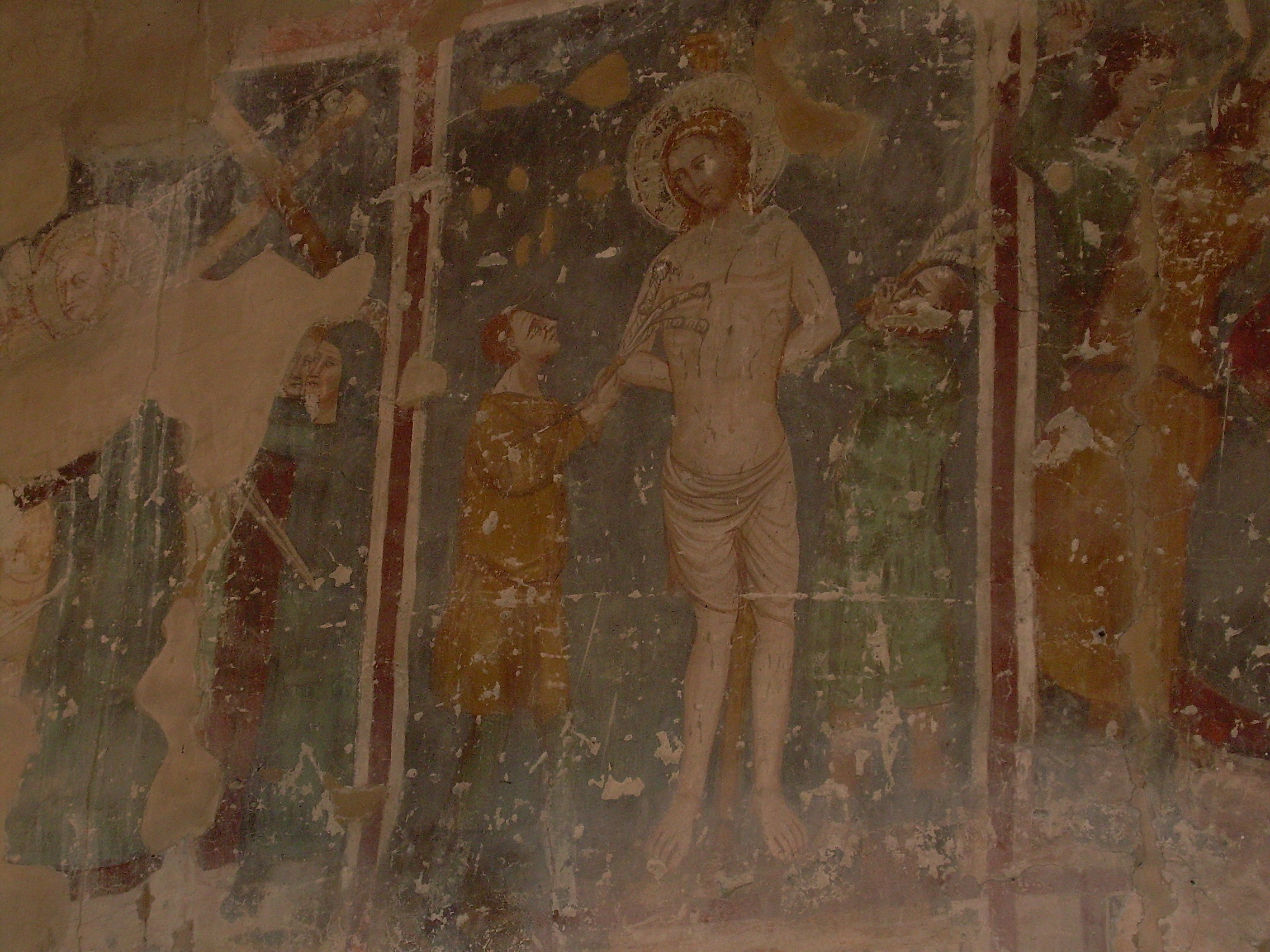
Cristo alla Colonna in S.M. alla Colombata Perugia

Durante le pestilenze, il luogo fu adibito a lazzaretto per il rione di S. Susanna.